# Edin Ramčić
Edin Ramčić (ur. 1 sierpnia 1970) – bośniacki piłkarz występujący na pozycji pomocnika.

## Kariera klubowa
Ramčić karierę rozpoczynał w drugoligowym jugosłowiańskim zespole Iskra Bugojno. W 1992 roku został graczem chorwackiego Uljaniku Pula. Grał tam przez rok. W 1993 wyjechał do Belgii, by grać w tamtejszym KAA Gent z Eerste klasse. Przez 9 lat rozegrał tam 196 spotkań i zdobył 2 bramki.
Na początku 2002 roku Ramčić odszedł do drugoligowego RWD Molenbeek. Następnie występował w innym drugoligowym zespole, KV Oostende, a także czwartoligowym Eendrachcie Aalst. W styczniu 2005 roku przeniósł się do słowackiego klubu FC Nitra. W połowie tego samego roku zakończył karierę.

## Kariera reprezentacyjna
W reprezentacji Bośni i Hercegowiny Ramčić zadebiutował 18 grudnia 1996 roku w przegranym 0:1 towarzyskim meczu z Brazylią. W latach 1996–1998 w drużynie narodowej rozegrał łącznie 6 spotkań.